# Nazarineni (neoprotestanți)

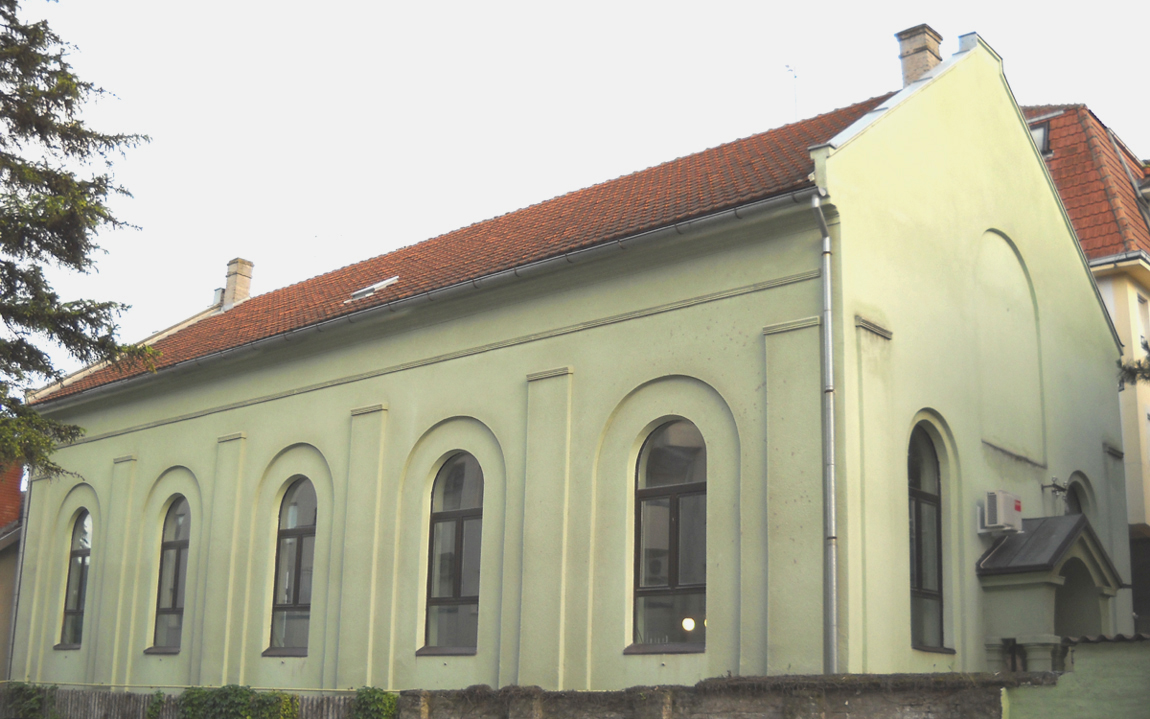
Casă de rugăciuni nazarineană în Novi Sad, Serbia, construită în 1922–1924

Nazarineni (Asociația Religioasă Nazarineană) se numesc adepții unui curent creștin neoprotestant fondat în sec. XVIII-XIX de către Johann Jakob Wirz (1778-1858) și Samuel Heinrich Fröhlich (1803-1857). 
In România curentul a pătruns din Ungaria, la sfârșitul secolului al XIX-lea. 
“Asociația Religioasă Nazarineană” din România, cu sediul în Arad, numără la ora actuală circa 1.200 de membri și a fost înființată, în forma juridică actuală, în anul 1990, cu avizul organelor de drept.